# 木下博雄
木下 博雄（きのした ひろお）は、日本の工学者。兵庫県立大学名誉教授。
研究分野は電子デバイス・電子機器,応用光学・量子光工学,応用光学・量子光工学

## 来歴
- 1974年3月 - 慶應義塾大学大学院工学研究科 修了
- 1974年4月 - 日本電信電話公社武蔵野研究所 入所
- 1993年7月 - 日本電信電話公社LSI研究所 X線縮小グループリーダー
- 1995年9月 - 日本電信電話公社LSI研究所 退職
- 1995年10月 - 姫路工業大学高度産業科学技術研究所 教授
- 2007年4月 - 兵庫県立大学 高度産業科学技術研究所 教授
- 2015年4月 - 兵庫県立大学 特任教授 産学連携・研究推進機構 副機構長
- 2019年3月 - 退官

## 学会賞
- 1982年 - 機械振興協会賞
- 1988年 - 精密工学会論文賞
- 2009年 - Lifetime Achievement Award（米国EUVL協会）
- 2010年 - 応用物理学会Fellow
- 2010年 - 山崎貞一賞、兵庫県科学賞
- 2011年 - 文部科学大臣科学技術賞、Joseph Fraunhofer Award/Robert M．Burley Prize（The Optical Society, OSA）
- 2014年 - The Photo Polymer Science and Technology Award
- 2015年 - アメリカ光学会Fellow